# Janików (Kozienice)
Pour les articles homonymes, voir Janików.
Janików (prononciation : [jaˈnikuf]) est un village polonais de la gmina de Kozienice dans le powiat de Kozienice de la voïvodie de Mazovie dans le centre-est de la Pologne.
Il se situe à environ 2 kilomètres au sud-est de Kozienice (siège du powiat) et à 83 kilomètres au sud-est de Varsovie (capitale de la Pologne).
Le village possède approximativement une population de 600 habitants.

## Histoire
De 1975 à 1998, le village appartenait administrativement à la voïvodie de Radom.